# Šajch Zuvajd
Šajch Zuvajd (arabsky الشيخ زويد‎) je beduínské město v guvernorátu Severní Sinaj v Egyptě, ležící na Sinajském poloostrově asi 12 kilometrů od Pásma Gazy. Nachází se mezi městy Aríš a Rafáh, a od hlavního města Káhiry je vzdáleno vzdušnou čarou 334 kilometrů. V roce 2006 zde žilo 44 448 obyvatel.

## Historie
Madabská mapa z 6. století n. l. uvádí na tomto místě osadu s názvem Betulion, jež mohla být Betulií, kde Júdit podle biblického příběhu usekla hlavu Holofernovi (viz Kniha Júdit). Nynější sídlo je pojmenováno po veliteli rášidské armády, který bojoval během muslimského dobytí Egypta. Zemřel na místě stávajícího města v roce 640.